# Sant'Eufemia a Maiella
Sant'Eufemia a Maiella este o comună din provincia Pescara, regiunea Abruzzo, Italia.
Populația comunei este de 312 locuitori (2007).

## Demografie
Sant'Eufemia a Maiella - evoluția demografică

|  | Graficele sunt indisponibile din cauza unor probleme tehnice. Mai multe informații se găsesc la Phabricator și la wiki-ul MediaWiki. |

Date: Recensăminte sau birourile de statistică - grafică realizată de Wikipedia